# Elezioni generali in Bosnia ed Erzegovina del 2002
Le elezioni generali in Bosnia ed Erzegovina del 2002 si tennero il 5 ottobre per l'elezione della presidenza e il rinnovo dell'Assemblea parlamentare (Camera dei rappresentanti e Camera dei popoli).
Riguardo alle due entità federali, nella Federazione di Bosnia ed Erzegovina ebbero luogo le elezioni per il Parlamento (Camera dei rappresentanti e Camera dei popoli) e le elezioni cantonali; nella Repubblica Serba di Bosnia ed Erzegovina le elezioni presidenziali e le elezioni per l'Assemblea nazionale.

## Risultati nazionali

### Elezioni della presidenza

#### Comunità bosgnacca
| Candidati         | Partiti                                           | Voti    | %     |
| ----------------- | ------------------------------------------------- | ------- | ----- |
| Sulejman Tihić    | Partito d'Azione Democratica                      | 192 661 | 37,29 |
| Haris Silajdžić   | Partito per la Bosnia ed Erzegovina               | 179 726 | 34,79 |
| Alija Behmen      | Partito Socialdemocratico di Bosnia ed Erzegovina | 90 434  | 17,51 |
| Fikret Abdić      | Comunità Popolare Democratica                     | 21 164  | 4,10  |
| Faruk Balijagić   | Partito Bosniaco                                  | 9 650   | 1,87  |
| Emir Zlatar       | Partito Patriottico di Bosnia ed Erzegovina       | 6 500   | 1,26  |
| Rasim Kadić       | Partito Liberale Democratico                      | 5 360   | 1,04  |
| Adem Mujčić       | Partito dei Lavoratori                            | 4 940   | 0,96  |
| Ibrahim Spahić    | Partito Democratico Civico                        | 3 062   | 0,59  |
| Asim Ibrahimpašić | Partito Bosniaco dei Diritti                      | 2 026   | 0,39  |
| Bakir Tanović     | Partito Popolare Bosniaco                         | 1 087   | 0,21  |
| Totale            | Totale                                            | 516 610 | 100   |

#### Comunità serba
| Candidati            | Partiti                                           | Voti    | %     |
| -------------------- | ------------------------------------------------- | ------- | ----- |
| Mirko Šarović        | Partito Democratico Serbo                         | 180 212 | 35,52 |
| Nebojša Radmanović   | Partito dei Socialdemocratici Indipendenti        | 101 119 | 19,93 |
| Ognjen Tadić         | Partito Radicale Serbo della Repubblica Serba     | 44 262  | 8,72  |
| Desnica Radivojević  | Partito d'Azione Democratica                      | 41 667  | 8,21  |
| Branko Dokić         | Partito del Progresso Democratico                 | 41 228  | 8,13  |
| Mirko Banjać         | SNP                                               | 23 238  | 4,58  |
| Mladen Grahovac      | Partito Socialdemocratico di Bosnia ed Erzegovina | 22 852  | 4,50  |
| Dragutin Ilić        | Partito Socialista                                | 18 533  | 3,65  |
| Milorad Cokić        | Alleanza Popolare Democratica                     | 16 329  | 3,22  |
| Svetozar Radivojević | Alleanza Nazionale Serba della Repubblica Serba   | 5 143   | 1,01  |
| Ranko Bajić          | Partito Socialdemocratico di Centro               | 3 231   | 0,64  |
| Dušan Bajić          | Comunità Popolare Democratica                     | 2 790   | 0,55  |
| Aleksander Rajlić    | Partito Democratico Civico                        | 2 625   | 0,52  |
| Tomislav Taušan      | Partito Nazionale dei Socialisti                  | 1 875   | 0,37  |
| Borislav Vasić       | Partito dei Risparmi in Valuta Estera             | 1 570   | 0,31  |
| Radovan Simić        | Partito dello Sviluppo Democratico                | 940     | 0,19  |
| Totale               | Totale                                            | 507 414 | 100   |

#### Comunità croata
| Candidati                  | Partiti                                           | Voti    | %     |
| -------------------------- | ------------------------------------------------- | ------- | ----- |
| Dragan Čović               | Unione Democratica Croata di Bosnia ed Erzegovina | 114 606 | 61,52 |
| Mladen Ivanković-Lijanović | Partito Popolare del Lavoro per il Progresso      | 32 411  | 17,40 |
| Mijo Anić                  | Nuova Iniziativa Croata                           | 16 355  | 8,78  |
| Stjepan Kljuić             | RS-BiH                                            | 9 413   | 5,05  |
| Željko Koroman             | Blocco Croato della Destra                        | 5 255   | 2,82  |
| Žarko Mišić                | HKDU-BiH                                          | 5 142   | 2,76  |
| Marinko Brkić              | Indipendente                                      | 2 154   | 1,16  |
| Karmela Osmanović          | Partito Democratico Civico                        | 965     | 0,52  |
| Totale                     | Totale                                            | 186 291 | 100   |

### Elezioni parlamentari

#### Camera dei rappresentanti
| Liste                                                  | F. BiH  | F. BiH | F. BiH | R. Srpske | R. Srpske | R. Srpske | Totale    | Totale | Totale |
| Liste                                                  | Voti    | %      | Seggi  | Voti      | %         | Seggi     | Voti      | %      | Seggi  |
| ------------------------------------------------------ | ------- | ------ | ------ | --------- | --------- | --------- | --------- | ------ | ------ |
| Partito d'Azione Democratica                           | 232.325 | 32,40  | 8      | 37.102    | 7,25      | 2         | 269.427   | 21,92  | 10     |
| Partito Democratico Serbo                              | N.D.    | N.D.   | N.D.   | 172.544   | 33,71     | 5         | 172.544   | 14,04  | 5      |
| Partito per la Bosnia ed Erzegovina                    | 116.114 | 16,19  | 6      | 19.976    | 3,90      | -         | 136.090   | 11,07  | 6      |
| Partito Socialdemocratico di Bosnia ed Erzegovina      | 112.258 | 15,65  | 4      | 15.954    | 3,12      | -         | 128.212   | 10,43  | 4      |
| Partito dei Socialdemocratici Indipendenti             | 5.785   | 0,81   | -      | 114.591   | 22,39     | 3         | 120.376   | 9,80   | 3      |
| Coalizione Unione Democratica Croata-Democristiani-HNZ | 114.207 | 15,93  | 5      | 2.245     | 0,44      | -         | 116.452   | 9,48   | 5      |
| Partito del Progresso Democratico                      | 3.466   | 0,48   | -      | 53.177    | 10,39     | 2         | 56.643    | 4,61   | 2      |
| Partito Radicale Serbo                                 | N.D.    | N.D.   | N.D.   | 24.559    | 4,80      | 1         | 24.559    | 2,00   | 1      |
| Partito Socialista della Repubblica Serba              | 1.407   | 0,20   | -      | 22.126    | 4,32      | 1         | 23.533    | 1,91   | 1      |
| Partito Bosniaco                                       | 18.411  | 2,57   | 1      | 457       | 0,09      | -         | 18.868    | 1,54   | 1      |
| Pensionati - SPU BiH                                   | 17.588  | 2,45   | 1      | N.D.      | N.D.      | N.D.      | 17.588    | 1,43   | 1      |
| Alleanza Popolare Democratica                          | N.D.    | N.D.   | N.D.   | 17.432    | 3,41      | -         | 17.432    | 1,42   | 1      |
| Comunità Popolare Democratica                          | 16.454  | 2,29   | 1      | 652       | 0,13      | -         | 17.106    | 1,39   | 1      |
| Nuova Iniziativa Croata                                | 13.820  | 1,93   | 1      | 3.070     | 0,60      | -         | 16.890    | 1,37   | 1      |
| Blocco Economico                                       | 16.052  | 2,24   | 1      | 284       | 0,06      | -         | 16.336    | 1,33   | 1      |
| Partito Patriottico di Bosnia ed Erzegovina            | 9.477   | 1,32   | -      | 1.108     | 0,22      | -         | 10.585    | 0,86   | -      |
| Alleanza Nazionale per la Rinascita                    | 498     | 0,07   | -      | 9.093     | 1,78      | -         | 9.591     | 0,78   | -      |
| Partito Contadino Croato di Bosnia ed Erzegovina       | 5.930   | 0,83   | -      | 942       | 0,18      | -         | 6.872     | 0,56   | -      |
| Unione Democratica Cristiana di Bosnia ed Erzegovina   | 6.396   | 0,89   | -      | N.D.      | N.D.      | N.D.      | 6.396     | 0,52   | -      |
| Altri <0,50% nazionale                                 | 26.936  | 3,76   | -      | 16.487    | 3,22      | -         | 43.423    | 3,53   | -      |
| Totale                                                 | 717.124 |        | 28     | 511.799   |           | 14        | 1.228.923 |        | 42     |

#### Camera dei popoli
È prevista un'elezione a doppio grado: i membri sono eletti dalle assemblee legislative della Federazione di Bosnia ed Erzegovina e della Repubblica Serba.

## Risultati nella Federazione di Bosnia ed Erzegovina

### Elezioni parlamentari

#### Camera dei rappresentanti
| Liste                                              | Voti    | %     | Seggi |
| -------------------------------------------------- | ------- | ----- | ----- |
| Partito d'Azione Democratica                       | 234 923 | 32,71 | 32    |
| Unione Democratica Croata di Bosnia ed Erzegovina  | 113 197 | 15,76 | 16    |
| Partito per la Bosnia ed Erzegovina                | 109 843 | 15,30 | 15    |
| Partito Socialdemocratico di Bosnia ed Erzegovina  | 111 668 | 15,55 | 15    |
| Partito Bosniaco                                   | 20 188  | 2,81  | 3     |
| Pensionati                                         | 16 583  | 2,31  | 2     |
| Alleanza Popolare Democratica                      | 16 363  | 2,28  | 2     |
| Per il Progresso                                   | 14 130  | 1,97  | 2     |
| Nuova Iniziativa Croata                            | 13 967  | 1,95  | 2     |
| Partito Patriottico di Bosnia ed Erzegovina        | 9 734   | 1,36  | 1     |
| Partito Contadino Croato di Bosnia ed Erzegovina   | 6 329   | 0,88  | 1     |
| Partito Liberale Democratico                       | 5 791   | 0,81  | 1     |
| HKDU-BiH                                           | 5 699   | 0,79  | 1     |
| Partito dei Socialdemocratici Indipendenti         | 5 198   | 0,72  | 1     |
| Partito Croato dei Diritti di Bosnia ed Erzegovina | 4 401   | 0,61  | 1     |
| GDS                                                | 4 032   | 0,56  | 1     |
| Blocco Croato della Destra                         | 3 880   | 0,54  | 1     |
| Partito Europeo                                    | 3 769   | 0,52  | 1     |
| Altri <0,50%                                       | 18 397  | 2,56  | –     |
| Totale                                             | 718 092 | 100   | 98    |

#### Camera dei popoli
È prevista un'elezione a doppio grado: i membri sono eletti dalle assemblee legislative cantonali.

### Elezioni cantonali
| Liste                                              | USK | PŽ | TK | ZDK | BPK | SBK ŽSB | HNK ŽHN | ZHŽ | KS | K10 | Totale |
| -------------------------------------------------- | --- | -- | -- | --- | --- | ------- | ------- | --- | -- | --- | ------ |
| Partito d'Azione Democratica                       | 14  | 2  | 16 | 20  | 12  | 10      | 7       | -   | 15 | 2   | 98     |
| Partito per la Bosnia ed Erzegovina                | 5   | 1  | 6  | 6   | 8   | 5       | 5       | -   | 10 | 1   | 47     |
| Partito Socialdemocratico di Bosnia ed Erzegovina  | 4   | 3  | 11 | 6   | 5   | 3       | 3       | -   | 10 | 1   | 46     |
| Unione Democratica Croata di Bosnia ed Erzegovina  | -   | 10 | -  | 2   | -   | 10      | 15      | 18  | -  | 13  | 68     |
| Partito Croato dei Diritti di Bosnia ed Erzegovina | -   | 1  | -  | -   | -   | -       | -       | 1   | -  | 1   | 3      |
| Nuova Iniziativa Croata                            | -   | 3  | -  | -   | -   | 2       | -       | -   | -  |     | 5      |
| Partito Contadino Croato di Bosnia ed Erzegovina   | -   | 1  | -  | -   | -   |         |         |     | -  |     | 1      |
| Per il Progresso                                   | -   | -  | -  | -   | -   | -       | -       | 2   | -  | 2   | 4      |
| Pensionati - SPU BiH                               | -   | -  | -  | 1   |     |         | -       |     | -  |     | 1      |
| HKDU BiH                                           | -   | -  | -  | -   | -   | -       | -       | 1   | 2  | -   | 3      |
| Blocco Croato della Destra                         | -   | -  | -  | -   | -   | -       | -       | 1   |    | -   | 1      |
| Comunità Popolare Democratica                      | 7   | -  | -  | -   | -   | -       | -       | -   | -  | -   | 7      |
| Partito Bosniaco                                   | -   | -  | 2  | -   | -   | -       | -       | -   | -  | -   | 2      |
| Partito dei Socialdemocratici Indipendenti         | -   | -  | -  | -   | -   | -       | -       | -   | -  | 3   | 3      |

## Risultati nella Repubblica Serba

### Elezioni presidenziali
| Candidati           | Partiti                                           | Voti    | %     |
| ------------------- | ------------------------------------------------- | ------- | ----- |
| Dragan Čavić        | Partito Democratico Serbo                         | 183 121 | 35,89 |
| Milan Jelić         | Partito dei Socialdemocratici Indipendenti        | 112 612 | 22,07 |
| Dragan Mikerević    | Partito del Progresso Democratico                 | 39 978  | 7,83  |
| Adil Osmanović      | Partito d'Azione Democratica                      | 34 129  | 6,69  |
| Dragan Kostić       | Alleanza Popolare Democratica                     | 31 401  | 6,15  |
| Petar Đokić         | Partito Socialista                                | 27 137  | 5,32  |
| Radislav Kanjeric   | Partito Radicale Serbo della Republika Srpska     | 19 187  | 3,76  |
| Mirsad Japo         | Partito Socialdemocratico di Bosnia ed Erzegovina | 16 176  | 3,17  |
| Smail Ibrahimpasic  | Partito per la Bosnia ed Erzegovina               | 14 252  | 2,79  |
| Branislav Lolić     | Alleanza Nazionale Serba                          | 4 689   | 0,92  |
| Ivan Tomljenović    | Partito Socialdemocratico di Bosnia ed Erzegovina | 4 027   | 0,79  |
| Željko Matić        | Coalizione HDZ                                    | 3 792   | 0,74  |
| Miroslav Cabo       | Alleanza di Rinascita Nazionale                   | 3 250   | 0,64  |
| Atif Gredelj        | Partito Operaio di Bosnia ed Erzegovina           | 2 557   | 0,50  |
| Radmilo Kondić      | Partito Socialdemocratico di Centro               | 2 007   | 0,39  |
| Ibran Mustafić      | Partito Radicale Conservatore                     | 1 731   | 0,34  |
| Muharem Insanić     | Partito Democratico Civico                        | 1 693   | 0,33  |
| Đurađ Davidović     | Partito Popolare Socialista                       | 1 574   | 0,31  |
| Izet Nakičević      | Partito Patriottico di Bosnia ed Erzegovina       | 1 330   | 0,26  |
| Abdulah Ahmić       | Partito Popolare del Podrinje Bosniaco            | 1 221   | 0,24  |
| Fatima Kararic      | Unione Popolare Democratica                       | 1 186   | 0,23  |
| Slobodan Cvijetić   | Indipendente                                      | 1 157   | 0,23  |
| Vesna Jović-Vukadin | Partito Popolare Socialista                       | 1 029   | 0,20  |
| Miro Mladjenovic    | Alleanza Repubblicana                             | 1 027   | 0,20  |
| Totale              | Totale                                            | 510 263 | 100   |

### Elezioni parlamentari
| Liste                                             | Voti    | %     | Seggi |
| ------------------------------------------------- | ------- | ----- | ----- |
| Partito Democratico Serbo                         | 159 164 | 31,19 | 26    |
| Partito dei Socialdemocratici Indipendenti        | 111 226 | 21,79 | 19    |
| Partito del Progresso Democratico                 | 54 756  | 10,73 | 9     |
| Partito d'Azione Democratica                      | 36 212  | 7,10  | 6     |
| Partito Radicale Serbo della Repubblica Serba     | 22 396  | 4,39  | 4     |
| Partito per la Bosnia ed Erzegovina               | 18 624  | 3,65  | 4     |
| Partito Socialista della Repubblica Serba         | 21 417  | 4,20  | 3     |
| Alleanza Popolare Democratica                     | 20 375  | 3,99  | 3     |
| Partito Socialdemocratico di Bosnia ed Erzegovina | 17 227  | 3,38  | 3     |
| Pensionati - PSRS                                 | 9 019   | 1,77  | 1     |
| SNP - Rinnovamento                                | 6 449   | 1,26  | 1     |
| Alleanza Nazionale Serba della Repubblica Serba   | 4 992   | 0,98  | 1     |
| Patrioti Serbi                                    | 4 730   | 0,93  | 1     |
| Partito Democratico - Lista Zoran Đinđić          | 4 343   | 0,85  | 1     |
| Nuova Iniziativa Croata                           | 3 109   | 0,61  | 1     |
| Totale                                            | 510 377 | 100   | 89    |